# Nacogdoches (Teksas)
Nacogdoches je grad u američkoj saveznoj državi Teksas. Prema popisu stanovništva iz 2010. u njemu je živjelo 32.996 stanovnika.